# 탈춤
탈춤은 한국의 각 지방에서 전해지는, 탈을 쓰고 벌이는 전통적인 가면극이다. 고구려의 무악, 백제의 기악, 신라의 처용무와 5기 등 삼국 시대 이래로, 대륙에서 전래된 산악백희(散樂百戱)와 고려의 산대잡극 등 조선조 전대까지의 각종 가면희를 거쳐 조선 후기에 산대도감극(山臺都監劇)이 정립되었다. 이 산대도감극 계통의 놀이로서 현전하는 것에는 중부지방의 양주별산대놀이와 송파산대놀이, 서북지방의 봉산탈춤과 강령탈춤, 영남지방의 통영오광대와 고성오광대, 그리고 수영야유와 동래야유가 있다. 이 밖에 하회별신굿탈놀이와 북청사자놀음은 계통을 달리하는 탈놀이이다.
탈춤은 음악반주에 춤이 추가 되는데, 춤에는 노래가 따르는 가무적 부분과 몸짓과 사설, 즉 대사가 따르는 연극적 부분의 두 부분으로 구성되어 있다. 연기자의 다수 또는 일부가 가면을 써서 등장인물을 나타낸다.
탈춤에 쓰이는 가면은 각 지방의 가면극에 따라 제각기 다른 표정의 가면을 사용하므로 그 종류가 다양하다. 가면의 재료로는 나무와 종이, 그리고 바가지가 제일 많이 사용된다. 가면의 색은 백색·주색(朱色)·흑색·갈색·황색·청색 등 5방색(五方色)이 주가 되며, 가면 뒷면에 탈보가 달려 있어 이것으로 머리에 동여매어 가면으로 얼굴 전면을 덮게 되고 탈보로 후두부를 덮는다. 이는 고대 그리스의 연극이나 기악면도 동일하다. 다른 나라의 가면극 배우와 마찬가지로 한국의 가면극도 원래는 평민 남자들만이 탈을 써왔다.
반주 음악에 쓰이는 악기는 피리·젓대·장고·북·꽹과리·해금 등 육자비(육각)의 악기이며, 반주 곡조는 염불·타령·굿거리 등의 민속무용의 반주음악과 같은 것이다.
탈춤은 원래 야외극으로 상연되어 왔고, 상연시간에도 일정한 제한이 없어, 보통 저녁에 시작하면 모닥불을 피워놓고, 새벽까지 계속하였다. 상연시기는 각 지방에 따라 다르나, 음력 정월 대보름과 4월 초파일, 5월 단오, 8월 추석 등의 명절과 그 밖에 나라의 경사때 하는 놀이로서, 또 가물 때의 기우제 행사로서도 상연되었다. 현존한 이들 가면극은 가면에 대한 고사와 의식무(상좌춤)로 시작하되 파계승(破戒僧), 몰락한 양반, 상민, 무당, 사당(社堂), 거사(居士), 하인들의 등장을 통하여,
1. 파계승에 대한 풍자,
2. 상전인 양반에 대한 모욕,
3. 남녀(부부)의 갈등,
4. 서민생활의 곤궁상

을 보여주며, 이 주제들을 몇 개의 과장(科場)으로 나누어 일종의 옴니버스 스타일로 묶은 것이다. 이것은 어느 나라의 민속극에서도 공통으로 볼 수 있는 것으로, 특권계급과 형식도덕에 대한 일종의 반항과 비판을 구체적으로 연출하는 민중극이다. 이같은 서민문학성은 임진·병자 양난 이후 새로 일어난 서민 문화의 주류를 이룬 사조로서 낡은 인간관계, 즉 양반의 특권이나 승려의 종교적 권위마저 웃어넘기던 시대적 분위기의 반영이기도 하다.

## 기원
가면극에 관한 사적 연구(史的硏究)는 다른 어느 장르의 경우보다도 활발하게 이루어져 왔으며, 그 논의의 초점은 가면극의 기원을 어디에 두는가로 압축되었는데, 농경의식설·기악설·산대희설 등이 가면극의 기원을 설명하는 유력한 설이다.

### 농경의식설
고대 이래로 농사가 잘 되라고 농민들이 거행하던 농경의식이 가면극의 기원이란 설이다. 농경의식의 모습은 현재 남아 있는 서낭굿 등의 부락굿에서 잘 나타나 있다. 농경의식설에 의하면 신의 얼굴을 모방하여 만든 가면은 차차 인간의 모습을 닮은 가면으로 바뀌었고, 자연과의 갈등을 주술적으로 해결하기 위한 굿이 사회적인 갈등을 예술적으로 표현하려는 것으로 변모하여 가면극이 발생했다. 농악대가 악사로 전환된 것이라든가, 가면극의 관중이 극의 진행에 개입하는 점 등은 서낭굿의 단계에서부터 내려오는 전통이라고 본다. 농악대의 잡색(雜色)놀이는 가면극의 맹아를 보여주는 것이고, 하회별신굿탈놀이나 강릉관노(江陵官奴) 탈놀이는 굿의 형태를 완전히 탈피하지 못한 가면극으로 농경의식이 농민의 행사였기에 가면극은 처음부터 민중의 연극으로 자라났다는 것이 이 설의 주장이다.

### 기악설
백제 사람 미마지(味摩之)가 중국 남조(南朝) 오((吳)에서 배워 일본에 전했다는 기악(伎樂)이 바로 가면극의 기원이라는 설이다. 13세기에 만들어진 일본 문헌 《교훈초(敎訓抄)》에 전하는 기악(伎樂)은 묵극(默劇)이기는 하나, 그 내용이 오늘날의 양주별산대놀이나 봉산탈춤과 흡사하므로 기악이 가면극으로 전승되었음을 알 수 있다는 논지이다.

### 산대희설
산대희에서 산대극이 생겨났고, 산대극의 전파로써 각 지방의 가면극이 이루어졌다는 설이다. 산대희는 산처럼 높은 무대를 만들어 5색비단과 인물·새·짐승·수레 등의 가작물(假作物)로서 장식하였고, 그 위에서 가무(歌舞)와 규식지희(規式之戱) 및 소학지희(笑謔之戱)를 하는 놀이였다. 일찍이 신라에서 시작되어 고려를 거쳐 조선조에 와서도 국가적인 행사로서 계속되어 오다가 인조 때 일단 중단되고, 영조 이후에는 없어졌다. 국가적인 행사로서의 산대희는 없어졌으나 그 연희자인 반인(伴人：편놈)들이 민간에서의 산대놀이, 즉 가면극을 시작했다. 따라서 가면극의 연기는 규식지희의 연장이고, 대사(臺辭)는 소학지희(笑謔之戱)가 발전한 것이란 논지이다.

## 역사

### 삼국 시대의 가면극
탈춤의 기원은 9세기 말엽으로 거슬러 올라가, 최치원의 《향악잡영》 5수에 나타나는 5기, 즉 월전·대면·금환·속독·산예에서 확실히 가면을 사용한 흔적을 엿볼 수 있다. 다만 유감인 것은 그 시가 너무나 간단하여 내용이 자세하지 않다는 점이다. 그러나 가면극으로서는 이것이 한국에 있어서의 최초의 기록인 셈이다.
신라 시대에는 이 외에도 가면놀음으로서 검무와 처용무가 있었다고 하나, 이에 대한 정확한 문헌과 유물은 없다. 다만 《동경잡기》 《풍속조》의 기사에서 검무가 가면극이라는 시사를 얻을 수 있는바, 이 가면검무는 중국 북제 난릉왕의 고사(故事)를 놀음으로 만든 대면희(代面戱)와 어린 관창의 이야기를 춤을 통해 놀음으로 만든 것이라고 한다. 그리고 같은 책에 처용무 역시 가면을 쓰고 춤을 춘다는 것을 말하였다. 그러나 《문헌비고》 《황창랑무(黃昌郞舞)》조를 보면, 이 두 놀음이 발생한 신라 그 당시에도 과연 가면을 사용하였을까에 대해서는 의문이 간다. 다만 상술한 문헌을 통해 뒷날 가면을 사용했던 것만은 명백하다고 추정할 수 있다. 이 검무는 지금까지도 전승되어 오거니와, 오늘날 보는 검무는 가면을 쓰지 않는 것을 보는데, 이는 후세에 와서 이 춤이 남성의 놀음에서 여성의 놀음으로 옮겨간 뒤부터라고 생각된다. 아무튼 이 검무는 신라가 통일의 위업을 성취하려 할 때의 화랑도(花郞道)정신을 검무로써 표시하고, 또 이를 고취하려 하였던 것이라고 생각된다.
처용무는 고려·조선을 거쳐 오늘날까지도 가면을 쓰고 춤추는 것을 보거니와 《고려사》 고종 23년조와 신우조(辛禑條)를 통해 고종 23년(1236)에 연희(演戱)하였다는 것이 문헌상 가장 오래나 그 이전에도 있었다는 것이 엿보인다. 이 가면처용무는 조선조에 와서도 궁중을 중심으로 연희되어 왔으니 그 연희에 대하여는 《용재총화》 등에 산견(散見)된다. 아무튼 처용무는 신라 말기에 발생한 처용의 전설을 토대로 한 고대사회의 주술적(呪術的) 무용의 하나로 보아 틀림이 없을 것이다.

### 고려 시대의 산대잡희
고려시대에는 가면을 쓰고 하는 나례 행사와 산대잡희가 있었다. 나례란 연중의 재앙 및 병마의 근원인 악귀를 쫓아내어 즐겁고 경사스런 새해를 맞이하기 위해 음력 섣달 그믐날 밤에 행하던 의식이다. 《문헌비고》에 의하면 이 행사는 고려 정종 6년에 한반도에 들어와 조선 인조 때까지 행하여졌다고 한다. 한편 나례와는 달리 고려 말엽에는 산대잡희가 있었다. 이 잡희에는 처용무 등 가면놀음도 들어 있었는데, 조선조에 들어와서는 더욱 성행하였다.

### 조선 시대의 산대나례
고려 시대의 나례와 산대잡희는 조선조에 그대로 계승되어 인조 때 공의(公儀)로써 폐지될 때까지 행해졌다. 조선조에서는 산대도감(나례도감)이 설치되어 여러 가지 놀음을 주선하였으며 조정의 여러 의식이나 외국사신의 영접 등에도 이와 같은 놀음이 사용되었다.
그러나 인조 12년 산대잡희 및 나례가 혁파(革罷)되자, 이러한 놀음에 종사해오던 연희자들은 그들의 생계를 위해 재출발을 해야만 했다. 이리하여 그들은 그들 자신의 발의에 의해 민간 관람자를 상대로 신생면(新生面)을 개척해 나갔으며, 이로부터 단순한 가면놀음에서 하나의 연극으로 점차 발전해 갔다. 여기에서 산대잡희가 아닌 산대가면극으로서의 산대놀음이 연희되게 된 것이다. 그러므로 연극으로서의 산대가면극의 형성은 산대잡희 및 나례가 공의로써 폐지된 뒤의 일이었다.
그런데 여기에 산대놀음으로써 특히 가면놀음을 위주로 하여 일단이 형성된 데에는 이유가 있었다고 보인다. 당시 나례도감에 예속되어 있던 연희자들은 하층민으로서, 그들은 궁중에서 가면을 쓰고 나례 행사를 하던 나자(儺者)들이었다. 물론 이들은 나례행사 외에 산대잡희 때에도 연희를 하였다. 그들은 그들끼리의 도중(都中)을 형성하고 있었는데, 공의(公儀)로서 궁중의 나례 및 산대잡희가 폐지되자, 생계를 이어가기 위해 그들의 기본 재주를 활용할 도리 밖에 없었다. 공의가 폐지된 후에도 이들은 가끔 궁중에 불려가 연희하였다. 따라서 그들의 생활비는 국가에서 직접 주지는 않았으나 그들에게 계방(契房)의 도인(都印)을 주어서 생계를 보조해 주었다. 도인(都印)이란 관가에서 발급하는 증명서의 일종으로 민간인에게 기부금을 받을 수 있는 허가증 같은 것인데 봄철에는 매미인(蟬印), 가을철에는 호랑이인(虎印)이 찍혔다. 그들은 이것을 가지고 연 2회 나루터나 시장이나 절 등지에서 돈과 곡물을 받아 생계를 꾸려나갔다.

### 산대가면극의 전파
이들 연희자들의 거주지는 성 밖이었으며 서울 남대문 밖의 큰고개(大峴里) 및 서빙고, 서대문 밖의 녹번리(碌磻里), 그리고 애오개 등지였고, 아현리에 살고 있는 이가 많았으므로 이른바 '아현산대'라고 하였다. 이 아현리에 그 일단이 있었던 아현산대는 사회적으로 지위가 가장 낮은 데다가, 또한 경제적으로 혜택을 입지 못하였으므로 70여년 전에 흐지부지 해산되고 말았다.
그런데 서울에서 북쪽으로 15마일가량 떨어진 곳에 있는 '양주산대'는 지금부터 100년 전 서울성 밖에 있던 아현산대가 그 지방에 흥행을 갔을 때 그곳 관아의 하층배들이 보고서 이것을 본받아 배운 것으로서 이 둘은 같은 계통에 속한다. 아현산대의 아류인 이 양주산대를 '별산대'라고 부르기도 한다. 양주산대는 한때 지방공연을 갖기도 하였는데, 대대적인 흥행으로는 1929년 조선박람회 때의 서울 동대문 밖 붕어우물에서의 공연이었다. 양주산대는 그 일단이 그들의 거주지인 양주의 구읍(舊邑)에 잔존해 있었으나 옛날의 연희자는 다 죽고, 지금은 몇 사람이 그들의 계승자로서 간신히 명맥을 유지하고 있는 상태이다.
그런데 이 산대가면극(山臺假面劇)은 양주 이외의 지방에서도 연희되어 왔으니, 그것은 구파발·녹번·노량진·퇴계원·송파 등지였다. 이 중에서도 송파는 50여년 전에 양주산대가 송파에 와서 노는 것을 그때 그곳 사람들이 본받아 배워서 한 것이다. 그 외의 것은 각각의 지방에 그 연희자들의 일부가 거주하면서 이 가면놀음을 하게 되자, 그곳 사람들 중에서 이를 즐겨 배우는 이들이 생기게 되어 자연히 분포케 된 것이다.
산대가면극은 아현산대가 연극으로서 발전되어 가던 시기에 각 지방에 흥행을 나갔던 것인데, 그때 이 가면극은 여러 지방에 전파되어 또다른 유형의 가면극이 형성되었을 것이다. 즉 해서(海西) 쪽으로는 봉산·해주·강령(康翎)·황주·서흥(瑞興)·기린(麒麟) 등지에 퍼지게 되어 '해서가면'으로 동해안 쪽으로는 강릉·영양(英陽)·안동(安東) 등지에 퍼져서 이것은 '서낭신제(城隍神祭) 가면극'으로, 남해지방의 낙동강 연안 쪽으로는 초계(草溪)·신반(新反)·진주(晋州)·마산·김해·통영·고성·거제·수영·동래·부산진 등지로 퍼져서 '오광대 및 야유 가면극'이 되었던 것이다.

### 산대가면극의 현황
이 가면극은 주로 국민이 다같이 쉬고 즐기는 음력 정월 대보름과 5월 단오절(端午節)에 민중 오락의 하나로서 매년 거행되어 향토예술화되었던 것이다. 연희자 자신의 흥에서와 또 민중의 이에 대한 절대적인 지지로 배양되어 온 가면극은 중·일 전쟁이 일어나자 일제에 의해 금지되었다. 5·16 이후 문화재 보호법의 발효와 더불어 다만 몇몇 지방의 가면극이 무형문화재로서 지정을 받게 되어, 이에 대한 보호와 기능자의 계승으로 인해서 한국가면극은 간신히 그 명맥을 유지하게 되었다.

## 종류
한국 민속극의 큰 갈래 중 하나인 가면극은 멀리 고구려의 '가면무', 백제의 '기악', 신라의 '5기'와 '검무' '처용무', 삼국시대 이래 중국에서 전래된 '산악백희(散樂百戱)' 등 지배계층이 주관했던 가면희(假面戱) 등이 토착적인 '탈굿' '탈놀이' 등과 섞이면서 선행예능(先行藝能)으로서의 역할을 하며 형성되었는데, 그 주류를 이루는 것은 '산대놀이'로서 애오개·노량진·퇴계원·녹번·구파발·송파 등지에 흩어진 '산대패'에 의해 형성되었다. 이렇게 형성된 가면극은 그 내용이나 형식면으로 보아 선행예능이 되어 준 '가면희'와는 달리 서민취향화된 것이었는데, 이를 '본산대(本山臺)'라 부른다. 처음 서울 및 근교에서 시작된 산대놀이는 각 지방으로 전파되었고, 그 지방의 독특한 스타일로 발전하여 경기 지방의 '양주별산대놀이', 황해지방의 '봉산·강령·해주의 탈춤', 경남지방의 '동래야유·수영야유', 일정한 고장이 없이 유랑하며 연희하던 '남사당덧보기', 다소 계통은 다르나 함경도 지방의 '북청사자놀음', 경북 지방의 '하회별신굿놀이', 강원도 지방 '강릉관노탈놀이' 등으로 갈라졌다.
- 북청사자놀음
- 하회별신굿놀이
- 강릉관노탈놀이
- 오광대
- 동래야유·수영야유
- 산대놀이
- 봉산탈춤
- 남사당덧보기

### 탈춤 내용의 공통점

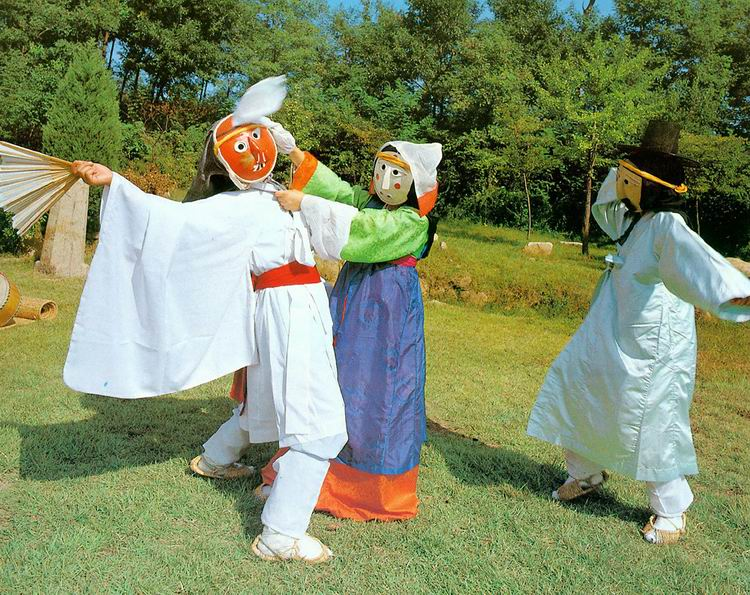
양주별산대놀이에서 샌님(왼쪽)이 첩인 소무(가운데)를 젊은 포도부장(오른쪽)에게 빼앗기는 포도부장놀이 장면. 양반에 대한 평민의 승리를 상징적으로 보여주어 양반에 대한 신랄한 풍자와 모욕을 표현하고 있다.

한국의 민속가면극들은 원래 야외극(野外劇)으로 무대다운 것이 없이 비탈진 언덕 아래 평지나 넓은 들판같은 데서 상연되었으며, 민속연희의 일반적 특성으로 연출 시간에는 제한이 없이 보통 밤 10시경에 시작하면 새벽까지 모닥불을 피워놓고 계속되었으며, 동틀 무렵 끝마치는 것이 상례였다. 상연시기는 각 지방에 따라 다르나 음력 정초, 상원(上元), 4월 초파일, 5월 단오, 8월 추석 등의 명절과 그 밖의 경사 때나 한천(旱天)의 기우제 같은 때에도 수시로 상연되었다. 현존하는 이들 가면무극(假面舞劇)들의 공통된 내용은 같은 시기의 조선조 서민문학의 특성이 그러하듯이 파계승(破戒僧)과 몰락한 양반, 무당, 사당패, 거사(居士)와 기타 서민들의 등장을 통하여, 권선징악의 테두리에서 호색(好色)과 현실폭로와 풍자·웃음 등을 보여 주며, 그 주제는 크게 나누어 파계승놀이와 양반놀이, 서민생활상 등이다.
이것을 더욱 세분하면
1. 벽사의 의식무(儀式舞)와 무제(巫祭),
2. 파계승(破戒僧)에 대한 풍자,
3. 양반에 대한 모욕,
4. 남녀(부부와 妻妾)의 갈등,
5. 서민생활의 곤궁상

등을 나타낸 것들이다.
이 주제들은 몇 개의 과장(科場：마당)으로 나누되 소위 옴니버스 스타일로 한 테두리 속에 묶은 것이므로 서양 근대극처럼 하나의 주제로 시종한 일관성(continuity)은 찾아보기 어렵다. 이러한 가면극들의 또 하나의 공통점은 그 경영적(經營的)인 면으로, 연희에 소요되는 비용은 지방 유지나 상인(商人)들의 기부로 충당되었고, 대개의 경우 연희자들은 무보수였으며, 지방에 초청을 받아 가면 응분의 전곡(錢穀)이나 주식(酒食) 대접을 받는 정도였다.

## 무용과 음악
민속극(民俗劇)의 범주 안에 드는 가면극·인형극·판소리 악극(樂劇) 중에서 가면극 부분이 한국연희의 주류를 이루고 있으며, 그 중에서도 탈춤(mask dance) 부분이 가면극의 성격을 규정지워 줄 만큼 강하게 유형화되어 있음은 주지의 사실이다.
따라서 민속극을 연구·분석함에 있어서는 무용과 음악의 이해가 선행되어야 하며 그것은 연극학적인 해석에 큰 주축이 된다. 더욱이 민속극에서는 춤이 하나의 육체적 언어 표현으로 대사극(臺詞劇)을 가능케 하고, 내용을 풍부하게 하며 민중의지(民衆意志)를 유형화한 춤 언어들은 자연히 의지를 담게 마련이다. 그리하여 대사(才談)가 구전되어 오는 도중에 없어졌거나 그 초점을 상실한 점은 춤이 보충·환기시켜 주며, '춤대사'로서 가면극이 존재하여 옴을 알아야 할 것이다. 그것은 또한 언어를 잃었거나 언어가 약화되어 있던 당시의 계급사회 속에서 '춤대사'가 하나의 민중체질로서 잠재되어 온 강력한 요소이기 때문이다. 민속인형극에서 '춤사위'라 함은 한 사위, 두 사위, 겹사위 등 숫자의 한 단위를 표시하는 의미를 가진 춤의 종류로 해석하여 춤가락이라고 할 수 있으며, 세(勢)라는 동작을 뜻하기도 한다.
전국에 분포된 산대탈춤의 유형을 보면 다음과 같다.
1. 북방계
  1. 북청을 위시한 함경도의 사자춤과 그와 함께 추는 일반 민속무용으로서 특징적인 사당(社堂) 춤.
  2. 봉산을 위시한 해서(海西)의 내륙지방과 해주(海州)·강령(康翎)을 위시한 해서지방의 사위춤.
2. 중부계
  1. 서울 변곽 지역, 특히 양주·송파·구파발 등을 위시한 산대깨끼춤.
  2. 안성을 위주로 한 중부 이남, 특히 남사당계의 덧보기춤.
3. 남방계(南方系)
  1. 동래·수영을 위시한 낙동강(洛東江) 우편지역(右便地域)의 야유(들놀이) 덧보기춤.
  2. 통영·고성을 위시한 낙동강 좌편지역(左便地域)의 오광대 덧보기춤.
  3. 전라도 지역의 메구굿놀이, 풍장놀이에 나타나는 탈광대춤인 덩덕궁춤.

그 밖에 강릉단오제에서 행하는 관노(官奴)놀이인 탈놀음은 경상도와 경기도의 영향을 받은 것 같으나 자세하지 않으며, 전라도는 탈광대놀음이 가면무(假面舞)에 끝나고 있고, 평안도 지역은 서도(西道)소리에 맞추어 추는 소리춤이 있으나 탈춤과는 관계가 없다.

## 공연 방식

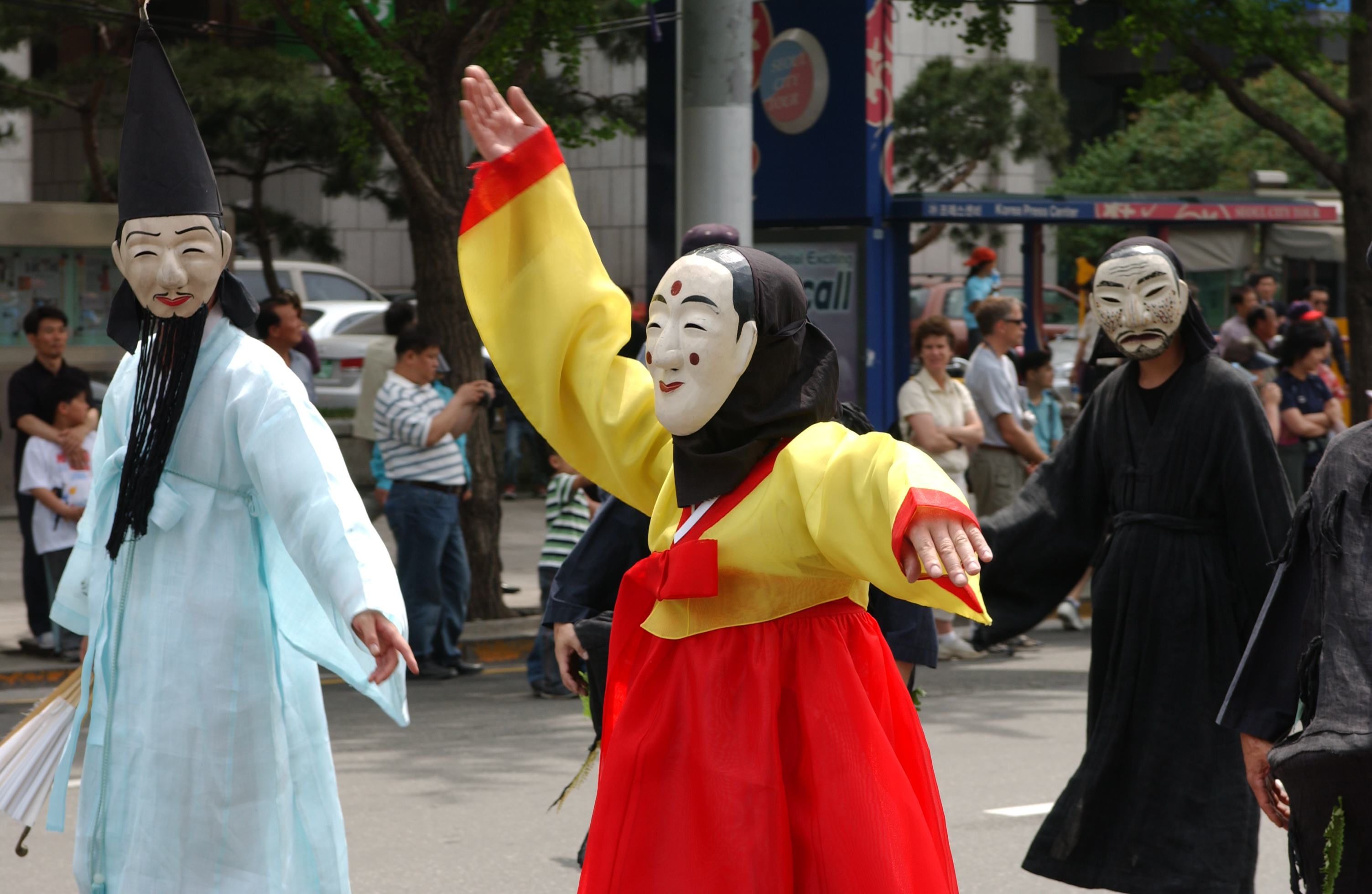
2005년 5월 5일 하이서울페스티벌 퍼레이드

가면극은 가장한 배우가 첨예한 갈등으로 된 집약적 행위를 효과적으로 나타내기 위해 여러 가지 수법을 사용하며, 이를 전달하는 방식으로 대화와 몸짓을 하고, 또다른 무엇에도 의존하지 않고 독립적으로 공연되는 민속극(民俗劇)의 하나이다. 가면극은 철저한 민중적인 민속극으로 양반은 가면극의 공연자가 될 수 없음은 물론이고 관중으로도 참여하는 경우가 거의 없다. 양반 동족부락(同族部落)에서 공연되는 가면극이든, 군읍(郡邑) 소재지에서 공연되는 가면극이든, 가면극은 농민·이속(吏屬)·상인 등이 스스로 즐기기 위한 예술이고, 뿐만 아니라 민중의 생각과 주장을 강렬하게 나타내어 양반을 공격한다.  연극은 몸을 움직여서 해야 하며, 공연자가 작중인물로 가장하고 전환되어야만 성립될 수 있다. 지나치게 몸을 움직이는 것이나 타인으로의 가장적인 전환은 양반의 점잖음과 체면을 유지하자는 욕구와는 크게 어긋난다. 그러나 민중은 언제나 몸을 움직여야만 살아가며, 가장적인 전환을 능숙하게 할 수 있어야만 양반의 억압에 맞서서 자기의 주장을 관철하고 결과적인 승리를 얻을 수 있다. 양반이 연극을 좋아하지 않고, 민중이 연극을 자기의 예술로 발전시키는 것은 당연하다.  가면극의 공연방식은 서구적인 근대극과는 다른 독자적인 원리에 입각하여 이루어져 있으며, 그 원리는 가면극이 야외민속극이라는 공연조건을 최대한 이용한 것이기도 하면서 민중이 지닌 미의식을 효과적으로 구현한 것이다.

### 공연 시기와 장소
1년에 한 번, 이른 봄부터 여름 사이에 있는 가장 큰 명절에 공연한다. 남쪽에서는 정월 보름날이고 서울 이북에서는 5월 단오(端午)이다. 정월 보름날이나 5월 단오는 농경의식(農耕儀式)인 부락굿이 거행되는 날이기 때문에 부락굿과 관련된 가면극은 공연일자가 변동될 수 없다. 그러나 부락굿과의 관련이 거의 없어진 오광대·산대놀이·해서탈춤의 경우에는 공연일자에 융통성이 있다.
어두워지면 공연을 시작해서 한밤중 또는 새벽까지 계속한다. 횃불을 켜놓고 하는데, 횃불 조명이 분위기를 돋우고 가면의 효과를 높기도 한다.
공연 장소로는 많은 관중이 모일 수 있는 빈터가 적합하다. 관중이 무대를 거의 원형으로 둘러싸고 구경하는데, 무대장치라고는 아무것도 없으며 연희자들이 가면을 바꾸어 쓰고 옷을 갈아입기 위한 개복청(改服廳)이라는 가건물(假建物)이 무대 한쪽에 있을 뿐이다. 무대는 관중석과 같은 평면인데 봉산탈춤의 경우는 다락을 만들어 관중석을 오히려 높이기도 한다. 다락을 만드는 이유는 상인들이 다락에서 구경하는 관중들에게 입장료 대신 음식을 팔기 위해서이다.

### 연희자
부락민 중에서 특히 익숙한 사람이 하거나 오랜 수련을 거쳐서 어느 정도 전문화된 연희자가 하기도 한다. 도시 가면극일수록 연희자가 보다 전문적인 성격을 띤다. 그러나 능력에 있어서 전문적이라는 뜻이지 완전히 직업화된 예는 사당패를 제외하고는 찾아보기 어렵다. 연희자의 신분은 농촌 가면극에서는 천민(賤民) 또는 상민(常民)인 농민이고 도시 가면극 중에서 산대놀이의 '편놈(伴人)'은 천민이었다고 하며, 봉산(鳳山)탈춤에서는 이속(吏屬) 또는 상인이어서 비교적 신분이 높다. 농촌 가면극은 부락 공동의 비용으로 공연하며, 도시 가면극의 경우에는 연희자들이 단체를 조직하여 상인의 후원으로 기금을 마련하고, 마련된 기금을 사용하여 연습·준비하며 공연한다.

### 악사와 반주
무대의 한쪽에서 악사들이 반주를 한다. 농촌 가면과 야유에서는 악사는 농악대이고 악기도 농악기이며 따라서 서서 반주하고 때론 연희자들과 같이 춤을 추기도 한다. 도시 가면극에서는 악사가 앉아서 반주를 한다. 악사는 반주를 하는 외에 극중인물과 대화를 나누기도 한다.

### 연기와 대사
연희자는 반주에 맞추어 춤추기도 하고 반주가 쉴 때에는 몸짓만으로 연기를 하나, 어떤 몸짓이라도 춤에 가깝다. 대사는 노래로 하기도 하나, 말로 하는 경우가 더 많으며 말이라 하더라도 어느 정도 노래와 비슷한 억양을 지니기도 한다. 대사는 전승적으로 고정되어 있으나 고정되어 있는 것은 윤곽에 불과하고 즉흥적인 창작에 의해 늘리거나 줄일 수 있다.

### 사당패 가면극의 공연 방식
사당패의 가면극은 공연시기 및 연희자가 부락가면극의 경우와는 좀 다르다. 즉 ① 공연시기의 제한이 없어서, 1년에 한 번이 아니라 사당패가 여러 마을을 다니면서 거듭 공연한다. ② 사당패는 가면극(덧뵈기)·인형극(덜미)·농악(풍물)· 땅재주(살판)·대접돌리기(버나)·줄타기(어름),가무(歌舞) 등 여러 가지 놀이를 직업적으로 하는 유랑배우(流浪俳優)다. 그들은 천민으로서 사회적으로 천대받는 위치에 있으며 놀이를 하는 외에 매음·걸식 등도 하면서 지냈다. 절(寺)을 집결지로 삼는 등 절과 관련을 가지고 있는 걸로 보아 원래 승려에서 파생되지 않았을까 생각된다. 사당패의 가면극도 공연장소, 악사와 반주, 연기와 대사, 가면, 공연시간 등의 특징에서는 부락가면극과 다름이 없고 그 형식과 내용도 큰 차이가 없다.

## 탈춤의 무대·의상·소도구
한국 탈놀음에 있어서 탈판(극장형식 또는 무대형식)을 말할 때 '마당굿'이란 용어를 쓴다. 마당굿의 '마당'은 놀음판의 조건이 어떤 무대양식(舞臺樣式)으로 규정지어진 것이 아니라 엄격히 객석과 무대를 분간하지 않는 평평한(연속된 또는 동등한) 마당을 뜻하는 것이고 '굿'은 극(劇) 또는 그것을 위한 모임으로 해석되는 것이다.
탈복(服)으로 통하는 탈놀음의 의상은 정형화된 탈놀음 의상으로서 양주별산대놀이·봉산탈춤·강령탈춤·통영오광대·고성오광대·동래야유·수영야유 등에서도 보이는 것이다. 유랑 예인집단인 남사당패의 탈놀이인 덧보기에서는 특별한 탈복이 없고 서민들의 평상복인 등거리·잠뱅이가 그대로 쓰이고 있다.
소도구로는 양반역의 지팡이·담뱃대·부채 등을 거의 공통으로 사용하고 있으며 말뚝이의 채찍 막대, 무당의 방울과 부채, 그리고 중(僧)의 목탁·염주·지팡이 등을 보편적으로 가지고 있다. 그 밖에 가마와 그 밖의 탈 것, 인형 등이 있다.

### 무대(탈판)
탈놀음의 탈판(舞臺) 형식이 서구의 원형무대 형식과 유사하다는 데는 많은 사람이 의견을 같이하는 것이나 어느 면에서는 '리빙 시어터'나 '스트리트 시어터'의 성격도 같이 지니고 있는 것이다. 탈놀음은 주로 마을의 언덕이나 큰 마당에서 멍석을 펴고 놀이판을 이루는데 봉산탈춤의 경우 봉산에서 사리원(沙里院)으로 탈판이 옮겨진 후에 경암루(景岩樓) 앞에서 다락방이란 특별 관람석을 세우고 놀게 된 때부터 상업적인 의미에서의 극장형식이 생겨난 것이 아닌가 싶다.  본래 한국 탈놀음의 탈판은 크게 두 가지로 나누어 생각할 수 있다. 먼저 탈놀음이 시작되기 전에 모든 탈꾼과 잽이(樂士)들이 앞장을 서고 고을사람들이 한데 어울려 벌이는 앞놀이(길놀이)의 놀이판이 있고 이 앞놀이가 끝난 다음에 지정된 탈판(舞臺)에서 갖는 탈놀음, 즉 '판놀음'의 놀이판을 생각할 수 있는 것이다.  현재도 통영·고성·진주(晋州)·부산진(釜山鎭)·수영·동래 등 경남 일대에서 세습적으로 놀아온 탈판에는 변모된 상태이긴 하나 그러한 형태가 남아 있다.
한국의 탈판에는 서구의 근대극 형식에서 보이는 양면(上手 下手)의 '프로시니엄 아치'를 극복한 4면·8면·전면의 무대형식이 있어 노는 자(戱者)와 보는 자(觀衆)가 한 호흡을 이루는 한국 나름의 동양적 무대형식을 이루고 있다. 특히 보는 자가 편안히 앉아 즐기는 서구식 무대형식이 아닌 한국 민속극의 무대형식은 서구극 개념의 원형무대·스트리트 시어터·리빙 시어터 등을 모두 지닌 민중놀이의 놀이판이라는 데에 특징이 있다 하겠다.

### 가면

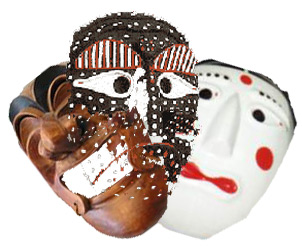
한국의 탈

약간의 예외를 제외하고는 모든 연희자들은 가면을 쓴다. 가면은 극중인물로의 전환을 용이하게 해주며, 전형화의 효과적인 수단이다. 가면의 표정은 고정되어 있으나 고개를 숙이고 드는 각도에 따라 인상이 달라질 수 있다. 가면을 쓰기 때문에 한 연희자가 과장(科場)을 바꾸게 될 때도 다른 역으로 다시 등장할 수도 있다. 또한 한 가면이 다른 과장에서 다른 역의 것으로 겸용(兼用)될 수도 있다.

### 의상(탈복)
의상이나 머리를 볼 때 오늘날 전하는 복식은 조선왕조 말기에 속하는 것으로 보인다. 여기에서는 한국 중부 지방에 전승되어 오는 탈놀이 중에서 대표적인 '양주별산대놀이'를 예로 들기로 한다.
1. 상좌(上佐)－쾌자(快子) 위에다 흰 도포를 입고 붉은 띠에 흰 고깔을 쓰고 흰 행전을 친다.
2. 옴(여드름)－등에다 용을 그린 장삼을 입고 회색 행전에 옴(노)벙거지를 쓰고, 새끼줄로 된 띠를 띤다. 손에 작은 막대기 두 개를 들고 제금(提琴)을 꽁무니에 찼다. 새끼띠는 옴방망이로도 쓰인다.
3. 목중(墨僧)－용 장삼(長衫)을 입고 붉은 띠에 회색 행전을 친다.
4. 연(蓮)잎－등에다 학(鶴)을 그린 청창의에 붉은 띠, 푸른 행전에 화선을 들었다.
5. 눈끔적이－등에다 호랑이를 그린 장삼을 입고 붉은 띠에 회색 행전을 친다.
6. 완보(完甫)－등에다 용을 그린 장삼에 붉은 띠, 회색관을 쓰고 꽹과리를 들었다.
7. 신주부(新主簿)－흰(옥색) 두루마기에다 관(冠)을 썼다.
8. 왜장녀－옥색치마 저고리, 흰 단속곳, 용장삼에다 붉은 띠, 홍색 큰머리, 봇짐을 지고 있다.
9. 노장(老長)－등에다 호랑이를 그린 회색 장삼을 입고 붉은 띠에 회색 행전, 송낙을 썼다. 목에는 긴 염주(念珠)를, 손목에는 작은 염주를 걸었다. 손에 화선(晝扁)을 들고 지팡이를 짚었다. 주머니에 투전을 넣고 나온다.
10. 소무(小巫)－연두색 저고리와 빨간 치마를 입은 한 여자와 노란 저고리에 남치마를 입고 그 위에 푸른 쾌자, 붉은 띠를 맨 여자가 검은색의 큰 트레머리를 얹었다.
11. 말뚝이－청창의(연두색 쾌자)에다 붉은 띠, 패랭이 갓을 쓰고 푸른색(연두색) 행전을 치고 채찍을 들었다.
12. 원숭이－붉은 쾌자에 붉은 행전을 친다.
13. 취발(醉發)이－등에다 학을 그린 청창의에 붉은 띠, 푸른 행전에 푸른 생나무 가지를 들었다.
14. 샌님(언청샌님)－흰 도포에다 회색 유건(儒巾)을 쓰고, 회색 행전, 붉은 띠에 부채를 들었다.
15. 포도부장(捕盜部將)－흰(옥색) 두루마기에다 갓을 썼다.
16. 신할아비－흰 도포에다 붉은 띠, 유건을 썼다. 지노귀굿을 할 때는 꽃부채를 들고 장고를 멘다.
17. 미얄할미－흰 치마 저고리에다 지팡이를 짚었다.

이상이 '양주별산대놀이'에서 보이는 복식의 대체적인 윤곽인 바, 이 밖에도 봉산탈춤·강령탈춤·통영오광대·고성오광대·동래야유·수영야유 등의 복식이 이와 거의 유사한 형태로 나타나고 있는 것은 아마도 이 모두가 산대계(山臺系)라는 동계성(同系性)에서 오는 데에 그 이유가 있을 것으로 여겨진다.

### 소도구
극 내용 전달에 가장 설명적인 효과를 갖는 배역의 신분에 따른 필수의 것들이 동원될 뿐이지 특별히 내세울 만한 것은 보이지 않는다.  소무(小巫)가 갖는 무구(巫具) 일체와 목중이 갖는 승구(僧具)들은 모조품이 아닌 진품들을 그대로 쓰고 있으며 그 나머지 것만이 따로 만들어지고 있다.  탈·탈복·소도구 등 모두가 옛 것이 전하지 않고 있어 정확한 고증을 얻기에는 늦은 감이 있다.

## 탈춤의 연희본
민속예술이 그러하듯이 가면극의 연희본도 구전으로 전승되어 왔다. 따라서 항상 고정된 내용이 아니기 때문에 세월과 함께 약간씩 변하였고, 연희자에 따라서도 조금씩 달랐다. 또한 즉흥적인 창작의 여지가 있어, 같은 연희자의 대사라도 공연의 기회에 따라서 달라질 수도 있었다. 이처럼 구전으로 전승되던 연희본이 채록되기 시작한 것은 1930년대부터의 일이었으며, 이 무렵 양주별산대놀이·봉산탈춤 등 몇 가지가 채록되었다.그 후 1960년대에 와서 가면극에 대한 관심이 고조되었고, 연희본 채록도 활발해졌다. 그러나 가면극사(假面劇史)의 전과정을 본다면, 1930년대 이래 쇠퇴기에 들어섰다고 할 수 있다. 그러므로 채록된 대본이 만족스러운 것은 못되나, 그전 것을 알 도리가 없으므로 오늘날의 연희본을 통해서 가면극을 이해할 수밖에 없다.

## 기능보유자
전승연극으로서의 탈놀음은 그 분포가 거의 전국적인 것이었으나 현재로서는 해서지방(海西地方)·경기지방·영남지방에 규모있게 전해오고 있다. 이 밖에도 함경도의 북청사자놀음, 강원도 강릉의 관노탈놀이(官奴假面劇)가 있고 유랑 예인집단(流浪藝人集團)인 남사당패의 탈놀음이 있다. 탈놀음의 예능을 보유한 사람들은 모두가 그 지방 출신의 서민들로서 그 고장에서 세습적으로 놀아오는 탈놀음을 어려서부터 익혀온 사람들이다. 그들은 1964년 이후 문화공보부 문화재관리국에 의하여 민속극이 국가무형문화재로 지정되면서 기능보유자로 위촉되었다. 이들은 소정의 생계 보조비와 전수 보조비를 받고 있는데, 평균 연령이 60세가 넘는 고령의 사람들로 총 58명에 이르고 있다.

## 참고 자료
- 이 문서에는 다음커뮤니케이션(현 카카오)에서 GFDL 또는 CC-SA 라이선스로 배포한 글로벌 세계대백과사전의 내용을 기초로 작성된 글이 포함되어 있습니다.